# Magdalena Lasala
Magdalena Lasala (Zaragoza, 1958) es una escritora polifacética española.

## Biografía
Desde muy joven ha estado muy vinculada al teatro y demostró también una vocación literaria temprana. Estudió arte dramático, canto, derecho, ciencias de la información y psicología humanística. Es autora de una amplia obra que abarca distintos géneros y actividades. Ha sido traducida al alemán, portugués, italiano y checo. Directora de la revista literaria Criaturas Saturnianas, que edita la Asociación aragonesa de escritores (patrocinada por el Gobierno de Aragón), asociación que ha dirigido.
Colabora en diversos medios de comunicación y da conferencias. Vinculada también al mundo de la música, algunos de sus poemas han sido musicados e inspiradores de espectáculos audiovisuales.

## Creación literaria
Escribe narrativa, cuento, poesía, teatro, ensayo. Pero es tal vez su obra narrativa la más conocida y aplaudida por el público.

## Narrativa
Su mundo narrativo se ha concentrado hasta ahora sobre todo en la Edad Dorada de Al-Ándalus, entorno histórico en el que se desarrollan sus novelas, consiguiendo un brillante fresco, sobre todo de la vida femenina en esa época.
En 1998 publicó en colaboración con Ángeles de Irisarri, Moras y Cristianas, un libro de relatos en los que, desde la perspectiva del lado cristiano por parte de Ángeles de Irisarri y del musulmán por el de Magdalena Lasala, reviven la sociedad de los siglos X y XI  narrando la vida de mujeres de estas culturas. Desfilan por el libro esclavas, sanadoras, taberneras, campesinas, nobles, monjas, reinas... Presentadas por parejas, una el "alter ego" de la otra, una de cada civilización, consiguiendo un cuadro complejo y rico de la mujer medieval.
La estirpe de la mariposa (1999), la novela se desarrolla en el Califato de Córdoba, en el reinado de los Omeya, a través de la vida de cinco generaciones de mujeres y sus amores. Zayyân, Lubná, Nûr, Sabay y Hawâ constituyen la estirpe de la mariposa que toma su nombre de un pequeño colgante de cuarzo rosa, con la forma de una mariposa con las alas abiertas, que pasa de unas a otras. A lo largo de la novela y a través de estas cinco mujeres, veremos el esplendor y la decadencia de la sociedad en la que viven dentro de sus jaulas de oro.
Abderramán III el gran califa de al-Andalus (2001). Es la biografía de Abderramán III, y su apasionada historia de amor con su concubina Azahara para la que construyó del gran palacio de Medina Azahara.
El círculo de los muchachos de blanco (2001): En la Córdoba de la época de Hixem II, el tercer califa de la dinastía Omeya, momento de crisis. En el año 1007 al-Muzaffar (Abd al-Malik al-Muzaffar), primer ministro e hijo de Almanzor, debe hacer frente a la desilusión, el desinterés que muestra el califa.  El joven Muhammad Ibn Hazm (Ibn Hazm) y sus amigos del círculo de los muchachos de blanco, buscan valores que den sentido a sus vidas a través de la poesía, la amistad y el amor.
Almanzor (2002) biografía del caudillo cuyo solo nombre aterrorizaba a los cristianos de su época. Al aproximarse a él la muerte, pasa revista a su vida y sus ambiciones que le ha hecho convertirse en un hombre más poderoso que el mismo califa.
Walläda la Omeya, la última princesa del esplendor andalusí (2003) recrea la vida de la princesa Wallada, descendiente de Abderraman III, mujer avanzada a su época, describe por un lado la relación con su padre y por otro la relación sentimental con el poeta Ibn Hazm, más conocido como Abenzaidún. Rompió esquemas y consiguió ser libre en una sociedad que la condenaba a vivir escondida, fue una poetisa reconocida, una auténtica transgresora y abanderada de la mujer.
Boabdil. Tragedia del último rey de Granada (2004), recreación de los últimos años del último rey nazarí y la toma de Granada por los cristianos. Su renuncia al trono significó el fin de la presencia musulmana en España. Con esta obra da por terminada la trilogía de grandes personajes de la historia hispano-musulmana, junto a Abderramán III, El gran califa de al-Andalus y Almanzor. El guerrero de al-Andalus.
Maquiavelo: El complot (2005), con forma autobiográfica aborda la figura Maquiavelo, su forma de entender el poder político. Aprovecha para presentar a una galería de personajes míticos en la construcción de la historia moderna: Lorenzo El Magnífico, su hijo Piero, el duque de Urbino, Alfonsina Orsini,... Estamos ante una historia novelada con rasgos de suspense desfilan intrigas, ambiciones y complots.. Enemigo declarado de los Médici, consigue el poder como canciller y secretario de estado; llegará a ser desterrado.
Doña Jimena. La gran desconocida en la Historia de el Cid (2006). Biografía novelada de Doña Jimena la mujer de un personaje mítico en nuestra historia medieval El Cid Nos presenta a una mujer culta e inteligente, capaz de gobernar a la muerte de su marido la ciudad de Valencia durante tres años.
Zaida, la reina maldita (2007). Historia de amor entre Alfonso VI y su amante musulmana, dio al rey su único descendiente varón, y bautizada con el nombre de Isabel, llegó a reinar.
La cortesana de Taifas (2007). Desgrana la historia de una mujer que vive engañando y los hombres. Una visión picaresca en los reinos de Taifas del siglo XI desde el punto de vista de su hija natural.

## Novelas publicadas
- La estirpe de la mariposa (1999, reed. 2023).
- El círculo de los muchachos de blanco (2001).
- Abderraman III: El gran califa de Al-Andalus (2001).
- Almanzor: El gran guerrero de Al-Andalus (2002).
- Walläda la Omeya, La última princesa andalusí (2003).
- Boabdil. Tragedia del último rey de Granada (2004).
- Maquiavelo: el complot (2005).
- Jimena (2006, reed. 2020).
- Zaida, la reina maldita (2007).
- La cortesana de Taifas (2007).
- La conspiración Piscis (2009).
- La casa de los dioses de alabastro (2013, reed. 2022).
- El beso que no te di. El trágico destino de los amantes de Teruel (2017).
- La emperatriz goda. Gala Placidia, un corazón entre dos mundos (2020).

## Cuentos
Dentro de la Colección Violeta de cuentos, historias y moralejas.
- Siete cuentos para ti, 1990.
- Fábulas de ahora, 1990.
- Mi álbum de retratos, 1991.
- Tú eres tú, 1991.
- Agua, aire, tierra, fuego, 1992.
- Las bodas del Cosmos, 1992.
- El libro de los viajes, 1993.
- Pequeñas historias de amantes, 1994.
- Los trozos de la tortilla, 1994.
- Sobre pájaros, 1995.
- Moras y cristianas (con Ángeles de Irisarri). 1998

Publica también relatos en prensa, y distintos medios de difusión dependientes de instituciones oficiales.

## Poesía
Sus poemas se han sido traducidos al francés, inglés, italiano, checo, búlgaro y alemán. Ha sido también incluida en varias Antologías de Poesía Española publicadas en Europa. Sus textos líricos se han utilizado por compositores como Antón García Abril, Gabriel Sopeña, Luis M. Giacoman y M.Ferrández. Ofrece con frecuencia recitales poéticos en compañía del músico Jorge Fresno, por España y diversas ciudades europeas como Milán y Roma.
- Frágil y sangrante frambuesa, 1990.
- Zoo de emociones, 1991.
- Seré leve y parecerá que no te amo, 1992.
- Lilo vivo en mis pupilas, 1992.
- Sinfonía de una transmutación, 1995.
- La estación de la sombra, Huerga y Fierro editores, 1996.
- Los siete sentidos capitales, 1998.
- Cantos de un dios seducido, 1998.
- Todas las copas me conducen a tu boca, 2000.
- Los nombres de los cipreses que custodiaron mi ruta, 2004.
- Y ahora tu pasas la mano osadamente,  Huerga y Fierro editores, 2007.
- Aquel sabor de lo invisible, Huerga y Fierro editores, 2014

## Antologías poéticas y publicaciones colectivas
- Poemas a viva voz III, 1991.
- Bajo los puentes del Drina, 1993.
- Cartas a Miguel Labordeta, 1994 .
- El canto del Ebro, 1995.
- Un siglo de poesía en Aragón, 1995.

## Prosa poética
- Historiès de s'epanuir, 1993.
- Lo que el corazón me dijo, 1997.
- Fábulas de ahora, 2000.

## Prólogos
- El último día de toda la memoria, prólogo a la Sombra del Granado de Tariq Ali para Círculo de Lectores.
- El membrillo en la memoria, prólogo para el libro ¿Qué tiene el membrillo?. Orígenes, historia y gastronomía del membrillo de Rafael Montal, Zaragoza, Autor, 2004.
- La ferviente espera del alma, prólogo para el poemarío Ántifonas para un cántico de J. M. Barcelo. Libros del Innombrable. Zaragoza, 2007.
- Gabriel Sopeña. La mirada del cantor, prólogo para Cantar cuarenta. Cancionero completo 1983-2023 de Gabriel Sopeña. Pregunta Ediciones, Zaragoza, 2023.

## Teatro, Dramaturgias, Espectáculos
La actividad dramática de Magdalena Lasala no solo se limita a escribir piezas dramáticas, ha sido también la creadora de textos para montajes de danza y recitados.En el campo del Teatro, ha colaborado con el Instituto Internacional de Teatro del Mediterráneo, y es autora de diversas obras dramáticas y libretos para espectáculos escénicos. En su labor de difusión de la palabra poética, ofrece habitualmente recitales poéticos acompañada por el músico Jorge Fresno, con los que ha recorrido España y varias localidades europeas, entre ellas Roma y Milán.
- La rebelión de los dioses. Obra dramática en cuatro actos estrenada Teatro Principal de Zaragoza, junio de 1978.
- Fedra. Adaptación de la obra de Miguel de Unamuno. Feria aragonesa de Teatro, 1979.
- El descubrimiento de Ana. Obra para público infantil, Zaragoza 1979.
- El collar de la paloma. Dramaturgia sobre textos de Ibn Hazm, Zaragoza 1994.
- Poemas de amor y vino. Dramaturgia sobre textos de Yehuda Halevi para espectáculo de poesía y música, Zaragoza 1995.
- Poetisas de Al-Andalus. Dramaturgia sobre textos de poesía femenina del siglo XI para espectáculo de poesía y música, Tudela 1996.
- El sueño de Federico. Espectáculo de música y recitado sobre poemas de Federico García Lorca, Zaragoza 2000.
- Abd-Al-Rahman I(Abderraman I), El príncipe emigrante. Monólogo, Instituto Internacional del Mediterráneo, Fundación Legado Andalusí, 2001.
- El Trovador, sobre el libreto de Giuseppe Verdi. Centro de Exposiciones y Congresos de Ibercaja, Zaragoza, 2001.
- Las Aguadoras, pieza dramática en un solo acto. Centro Dramático de Aragón. Abril de 2003.
- Magia Celta, dramaturgia sobre poemas originales. Festivales de verano, Gobierno de Aragón, Aínsa, Huesca. Abril de 2003.
- Mudéjar. Texto para espectáculo de Danza. Compañía de danza de Ángel Berna. Teatro Principal, Zaragoza, diciembre de 2004.

## Otros

### Catálogos
- Cuando el libro toma la palabra.

Exposición de Libros de Artista- Asociación Estanca
Zaragoza, Casa de la Mujer. Junio de 1997.
- La textura de las emociones.

Exposición Pilar Abad- Pinturas. Abril de 1999.
- Calatayud: Alma, gorgeo, pasión.

Pinturas de Cristina Gómez Tomey, Calatayud. Noviembre de 2003.

### Colaboraciones en medios de comunicación
- Diario 16 Aragón, de 1995 a 1996, hasta su cierre.
- El Periódico de Aragón, de 1997 a 1999.
- Heraldo de Aragón, varios artículos sin continuidad.
- Radio Cadena Cope, de 1996 a 1999.

### Revistas
- Malvis, poesía. Madrid, 1991.
- Turia, literatura. Teruel, 1995.
- Aquisgran, poesía. Zaragoza, de 1994 a 1995.
- Avalancha, sociología. Madrid, 1996.
- Poesía en el Campus, poesía. Universidad de Zaragoza, 1998.
- Meridiano, Mujer. Instituto andaluz de la Mujer Sevilla, 1999.
- Blanco y Negro, literatura. Madrid, 1999.
- Liceus de humanidades. Madrid, 2002.
- Legado andalusí. Granada, de 2002 a 2004.

## Premios
- Premio Picarral de narración en 1987.
- Fue galardonada en el año 2003 con el Premio Búho concedido por la Asociación de amigos del libro a su trayectoria artística y literaria.
- El Club de opinión la Sabina, le otorgó el premio Sabina de plata en el año 2006.
- Premio de las Letras Aragonesas en 2014